# Fiat G.91
Fiat G.91, znany także jako Aeritalia G.91 i nieoficjalnie jako „Gina” – włoski samolot myśliwsko-szturmowy, zaprojektowany w latach 50., w odpowiedzi na konkurs rozpisany przez NATO. Pomimo znakomitych osiągów, był używany tylko przez siły powietrzne Włoch, Niemiec i Portugalii, pozostając w służbie przez ponad 35 lat.

## Historia
W 1953 europejskie firmy lotnicze zostały zaproszone do konkursu NATO na nowy lekki samolot myśliwsko-szturmowy LWSF (Light Weight Strike Fighter). W odpowiedzi włoska firma Fiat zaprojektowała G.91, którego pierwszy lot odbył się 1 sierpnia 1956. Oprócz G.91 do konkursu zgłoszono samoloty Northrop N-156, Dassault Étendard IV, Sud-Est Baroudeur i Breguet Taon. Pomimo że włoska konstrukcja miała najlepsze osiągi i najlepiej rokowała na przyszłość, rząd francuski zdecydował się na francuski samolot Etendard, a rząd angielski w ogóle zignorował konkurs, decydując się na adaptację do celów szturmowych angielskiego Hawker Hunter. Należy także wspomnieć, że i rząd włoski postawił interes narodowy nad jednością NATO i zamówił G.91 dla własnego lotnictwa jeszcze przed rozstrzygnięciem konkursu. Te pierwsze przedprodukcyjne maszyny służyły później przez długie lata we włoskim zespole akrobatycznym Frecce Tricolori.

## Służba
Pierwsze G.91 weszły do służby w 1958. Łącznie Fiat, który od 1969 wszedł w skład koncernu Aeritalia, zbudował 174 samoloty dla lotnictwa włoskiego i 144 dla lotnictwa niemieckiego (wliczając 50 samolotów oryginalnie zamówionych przez Grecję i Turcję, które później zrezygnowały z zakupu). W późniejszym czasie niemieckie konsorcjum Flugzeug-Union Süd (zakłady Messerschmitt, Heinkel i Dornier) zbudowało jeszcze 294 samoloty tego typu, głównie wersji G.91R/3. Były to pierwsze wojskowe samoloty o napędzie odrzutowym zbudowane w Niemczech po zakończeniu II wojny światowej, używane tam od 1962.
Kupno tego samolotu rozpatrywały także Austria, Norwegia i Szwajcaria, a nawet armia Stanów Zjednoczonych, zanim jej dowództwo zdecydowało się przekazać obsługę wszystkich samolotów do USAF.
W 1961 Portugalia kupiła pierwszą partię G.91 do użytku w jej byłych koloniach Mozambiku, Gwinei Bissau i Angoli jako samoloty szturmowe (bliskiego wsparcia). Pierwsze 40 zakupiono od Luftwaffe, były to modele oryginalnie przeznaczone dla Grecji, które na tyle znacząco różniły się od samolotów zbudowanych specjalnie dla Luftwaffe, że stwarzały problemy z utrzymaniem i częściami zamiennymi. G.91 zastąpiły używane wcześniej F-86 Sabre na skutek protestu Stanów Zjednoczonych, gdyż amerykańskie samoloty zostały sprzedane do Portugalii tylko pod warunkiem, że będą one używane do obrony, a nie do działań zaczepnych. Portugalskie G.91 służyły w tej roli do 1975.
Jako ostatnie, samoloty G.91 zostały wycofane z aktywnej służby przez lotnictwo portugalskie w 1993, a przez lotnictwo włoskie w 1995.

## Modele produkcyjne
Wersje treningowe i rozpoznawcze były produkowane już od początku. Oprócz drobnych zmian i użycia różnych silników, konstrukcja samolotu pozostała taka sama przez cały okres produkcyjny. Jedyną poważną różnicą było, że samoloty z serii „R” były jednomiejscowe, a z serii „T” dwumiejscowe i miały nieco dłuższy kadłub.
- G.91PAN –
- G.91R/1 – wersja dla Włoch, pierwszy wariant samolotu szturmowo-rozpoznawczego, ze skróconym nosem kadłuba. Uzbrojenie stałe: 4 wkm 12,7 mm
- G.91R/1A – modyfikacja z ulepszonym systemem nawigacyjnym
- G.91R/1B – modyfikacja ze wzmocnionym podwoziem i innymi ulepszeniami
- G.91R/3 – wersja dla Niemiec – wzmocniona konstrukcja, ulepszenia, 2 działka DEFA, radar
- G.91R/4 – wzmocniona konstrukcja, ulepszenia, 4 wkm. Początkowo przewidziane dla Turcji i Grecji, ostatecznie 50 zakupiły Niemcy, a 40 Portugalia
- G.91T/1 – przerobiony G.91R/1 zrobiony dla Włoskich Sił Powietrznych do trenowania[1]
- G.91T/3 –
- G.91T/4 –

### G.91Y
67 z samolotów wyprodukowanych dla lotnictwa włoskiego od 1966, oznaczonych G91Y, zostało poważnie zmodyfikowanych znacznie poprawiając ich osiągi – prędkość maksymalną, zasięg, udźwig i manewrowość. Konstrukcję ich oparto na kadłubie G.91T. W tych samolotach brytyjski silnik Bristol-Siddeley Orpheus został zastąpiony przez dwa amerykańskie silniki General Electric J85, a 4 karabiny maszynowe zastąpiono dwoma działkami DEFA 553 30mm z zapasem amunicji 125 pocisków na działko. Długość samolotu wzrosła do 11,67 m, rozpiętość do 9 m, masa własna do 3900 kg, a maksymalna masa startowa do 8700 kg.

## Konstrukcja
Dolnopłat konstrukcji całkowicie metalowej, w układzie klasycznym. Skrzydła skośne. Wlot powietrza w dolnej części nosa kadłuba, za nim kabina załogi. Usterzenie klasyczne, skośne. Silnik odrzutowy w tylnej części kadłuba.
Napęd:

(G.91/R) – 1 silnik turboodrzutowy Fiat Orpheus BOr.3 Mk.803 (licencja Rolls-Royce/Bristol Siddeley Orpheus) o ciągu 22,24 kN.

(G.91/Y) – 2 silniki turboodrzutowe General Electric J85 o ciągu po 12,1 kN.
Uzbrojenie:
- stałe: cztery wielkokalibrowe karabiny maszynowe 12,7 mm Colt-Browning M3 z zapasem po 300 nabojów (G.91R/1 i R/4) lub 2 działka 30 mm DEFA 553 z zapasem po 125 nabojów (G.91R/3 i Y)
- podwieszane: na 4 węzłach podwieszeń pod skrzydłami w postaci bomb i pocisków rakietowych, o masie łącznie do 454 kg (R/1), 680 kg (R/3 i R/4), 1814 kg (Y). Stosowano np. 2 kierowane pociski powietrze-powietrze Nord 5103 (G.91R) lub AIM-9 Sidewinder (G.91Y), kierowane pociski powietrze-ziemia AS.20 (G.91R) lub AS.30 (G.91Y), bomby o masie 227-454 kg, wyrzutnie niekierowanych pocisków rakietowych (np. po 6 × 76 mm, 28 × 50 mm, 4 × 127 mm), zbiorniki z napalmem.